# 迪迪多
迪迪多，也譯德德多（Dededo）是美国在西太平洋的非合并建制属地关岛中的一座城市，面积80平方公里，2011年人口44,943人，人口密度为每平方公里578.4人。市长为梅丽莎·萨瓦尔斯，副市长为弗兰克·贝纳文特。

## 外部連結
- Dededo Village （页面存档备份，存于） – Guampedia

1. 1 2  Population of Guam: 2010 and 2020 （页面存档备份，存于）, U.S. Census Bureau.
2. ↑  .   [2022-05-29]. （原始内容存档于2022-01-20）.